# Frogger (datorspel 1997)
Frogger (märkt och vanligtvis kallad Frogger: He's Back!) Är ett datorspelsremake av det klassiska arkadspelet med samma namn från 1981. Det utvecklades av SCE Cambridge Studio och publicerades av Hasbro Interactive i november 1997. Spelet är en expansion av det ursprungliga arkadespelet, sportnivåer med stora kartor, en uppdaterad uppsättning grafik gjord i 3D och ytterligare spelförändringar. 